# Raphael Rainer von Thurn und Taxis
Raphael Rainer Karl Maria Joseph Lamoral Prinz von Thurn und Taxis (ur. 30 maja 1906 w Ratyzbonie, zm. 8 czerwca 1993 w Schwangau) – przedstawiciel rodu Thurn und Taxis, książę, żołnierz i polityk.

## Życie
Raphael Rainer był szóstym dzieckiem i piątym synem księcia Alberta von Thurn und Taxis i jego małżonki arcyksiężnej Małgorzaty Klementyny Austriackiej, córki Józefa Karola Ludwika Austriackiego i księżniczki Klotyldy Marii z Saksonii-Coburg-Saalfeld. Książę Raphael Rainer nie pełnił żadnych kluczowych funkcji politycznych i wojskowych. W przeciwieństwie do ojca czy rodzeństwa był kojarzony z ruchem nazistowskim.
W 1928 książę Raphael Rainer poznał Eulalię von Thurn und Taxis, córkę Fryderyka Lamorala von Thurn und Taxis (1871–1945) i Eleonory de Ligne (1877–1959), która wkrótce została jego narzeczoną. Kiedy nadszedł czas ślubu w lutym 1929 roku i przygotowania do uroczystości były już zaawansowane Eulalia wycofała się. Ojcu księcia Raphaela, Albertowi oznajmiła, że kocha innego i zgodnie z własnym sumieniem nie może dopuścić do ślubu. Książę Albert podjął rozmowy z ojcem Eulalii, Fryderykiem i z członkami własnej, książęcej gałęzi rodu. Ostatecznie uzgodniono, iż do ślubu nie dojdzie.

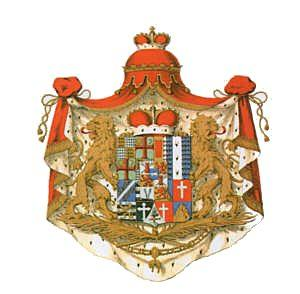
Herb Domu Książęcego Thurn und Taxis

Sprawa niedoszłego ślubu wzbudziła sensacje na całym świecie. Pisała o tym szeroko prasa amerykańska. Ostatecznie książę Raphael Rainer poślubił 24 maja 1932 w Ratyzbonie księżniczkę Małgorzatę von Thurn und Taxis (1913–1997), córkę księcia Maksymiliana Teodora von Thurn und Taxis (1876–1939) i księżniczki Pauliny von Metternich-Winneburg (1880–1960). Para doczekała się jednego dziecka, syna Maxa Emanuela von Thurn und Taxis, który urodził się 7 września 1935 roku. Książę Raphael Rainer zmarł 8 czerwca 1993 roku w wieku 87 lat.
W latach 1954–1955 był książę 1. prezydentem niemieckiego klubu hokejowego z siedzibą w Füssen. Ufundował puchar rodziny Thurn und Taxis, o który zawody rozgrywano od 1955 do 1970 roku. Pierwszym potrójnym zwycięzcą pucharu był klub TJ ZKL Brno w latach 1964, 1966 i 1969. W 2006 roku w setną rocznicę urodzin księcia rozgrywanie pucharu wznowiono.

## Genealogia
| Wywód przodków Raphael Rainer von Thurn und Taxis | Wywód przodków Raphael Rainer von Thurn und Taxis                                                      | Wywód przodków Raphael Rainer von Thurn und Taxis                                                          | Wywód przodków Raphael Rainer von Thurn und Taxis                                                      | Wywód przodków Raphael Rainer von Thurn und Taxis                                                      | Wywód przodków Raphael Rainer von Thurn und Taxis                                                           | Wywód przodków Raphael Rainer von Thurn und Taxis                                                           | Wywód przodków Raphael Rainer von Thurn und Taxis                                                           | Wywód przodków Raphael Rainer von Thurn und Taxis                                                           |
| ------------------------------------------------- | --- | --- | --- | --- | --- | --- | --- | --- |
| Prapradziadkowie                                  | Karl Alexander von Thurn und Taxis (1770–1827) ∞ 1789 Therese zu Mecklenburg (1773–1839)               | Konrad Heinrich Ernst Friedrich von Dörnberg (1769-1828) ∞ 1800 Wilhelmine Sophie von Glauburg (1775-1835) | Pius Wittelsbach (książę w Bawarii) (1786-1837) ∞ 1807 Anna Maria Wittelsbach (1753-1824)              | Król Maksymilian I Józef Wittelsbach (1756-1825) ∞ 1797 Karolina Fryderyka Badeńska (1776-1841)        | Cesarz Leopold II Habsburg (1747–1792) ∞ 1766 Maria Ludwika Burbon (1745–1792)                              | Ludwik Wirtemberski (1756–1817) ∞ 1797 Henrietta Nassau-Weilburg (1780–1857)                                | Książę Ferdynand von Sachsen-Coburg-Saalfeld (1785–1851) ∞ 1815 Maria Antonina von Kohary (1797–1862)       | Król Ludwik Filip I (1773–1850) ∞ 1809 Maria Amelia Burbon-Sycylijska (1782–1866)                           |
| Pradziadkowie                                     | Książę Maximilian Karl von Thurn und Taxis (1802–1871) ∞ 1828 Wilhelmine von Dörnberg (1808–1835)      | Książę Maximilian Karl von Thurn und Taxis (1802–1871) ∞ 1828 Wilhelmine von Dörnberg (1808–1835)          | Książę Maksymilian Bawarski (1808−1888) ∞ 1828 Ludwika Wilhelmina Wittelsbach (1808−1892)              | Książę Maksymilian Bawarski (1808−1888) ∞ 1828 Ludwika Wilhelmina Wittelsbach (1808−1892)              | Arcyksiążę Józef Antoni Habsburg (1776–1847) ∞ 1819 Maria Dorota Wirtemberska (1797–1855)                   | Arcyksiążę Józef Antoni Habsburg (1776–1847) ∞ 1819 Maria Dorota Wirtemberska (1797–1855)                   | Książę August Sachsen-Coburg-Gotha (1818–1881) ∞ 1843 Klementyna Orleańska (1817–1907)                      | Książę August Sachsen-Coburg-Gotha (1818–1881) ∞ 1843 Klementyna Orleańska (1817–1907)                      |
| Dziadkowie                                        | Książę Maximilian Anton von Thurn und Taxis (1831–1867) ∞ 1858 Helena Karolina Wittelsbach (1834–1890) | Książę Maximilian Anton von Thurn und Taxis (1831–1867) ∞ 1858 Helena Karolina Wittelsbach (1834–1890)     | Książę Maximilian Anton von Thurn und Taxis (1831–1867) ∞ 1858 Helena Karolina Wittelsbach (1834–1890) | Książę Maximilian Anton von Thurn und Taxis (1831–1867) ∞ 1858 Helena Karolina Wittelsbach (1834–1890) | Joseph Karl Ludwig von Österreich (1833–1905) ∞ 1864 Klotylda Maria z Saksonii-Coburga-Saalfeld (1846–1927) | Joseph Karl Ludwig von Österreich (1833–1905) ∞ 1864 Klotylda Maria z Saksonii-Coburga-Saalfeld (1846–1927) | Joseph Karl Ludwig von Österreich (1833–1905) ∞ 1864 Klotylda Maria z Saksonii-Coburga-Saalfeld (1846–1927) | Joseph Karl Ludwig von Österreich (1833–1905) ∞ 1864 Klotylda Maria z Saksonii-Coburga-Saalfeld (1846–1927) |
| Rodzice                                           | Książę Albert von Thurn und Taxis (1867–1952) ∞ 1890 Małgorzata Klementyna Austriacka (1870–1955)      | Książę Albert von Thurn und Taxis (1867–1952) ∞ 1890 Małgorzata Klementyna Austriacka (1870–1955)          | Książę Albert von Thurn und Taxis (1867–1952) ∞ 1890 Małgorzata Klementyna Austriacka (1870–1955)      | Książę Albert von Thurn und Taxis (1867–1952) ∞ 1890 Małgorzata Klementyna Austriacka (1870–1955)      | Książę Albert von Thurn und Taxis (1867–1952) ∞ 1890 Małgorzata Klementyna Austriacka (1870–1955)           | Książę Albert von Thurn und Taxis (1867–1952) ∞ 1890 Małgorzata Klementyna Austriacka (1870–1955)           | Książę Albert von Thurn und Taxis (1867–1952) ∞ 1890 Małgorzata Klementyna Austriacka (1870–1955)           | Książę Albert von Thurn und Taxis (1867–1952) ∞ 1890 Małgorzata Klementyna Austriacka (1870–1955)           |
| Raphael Rainer von Thurn und Taxis (1906–1993)    | | | | | | | | |